# Брамс, Иоганнес
Иога́ннес Брамс (нем. Johannes Brahms [joːˈhanəs ˈbʁaːms]; 7 мая 1833, Гамбург, Германский Союз — 3 апреля 1897, Вена, Австро-Венгрия) — немецкий композитор и пианист, один из центральных представителей эпохи романтизма.

## Биография

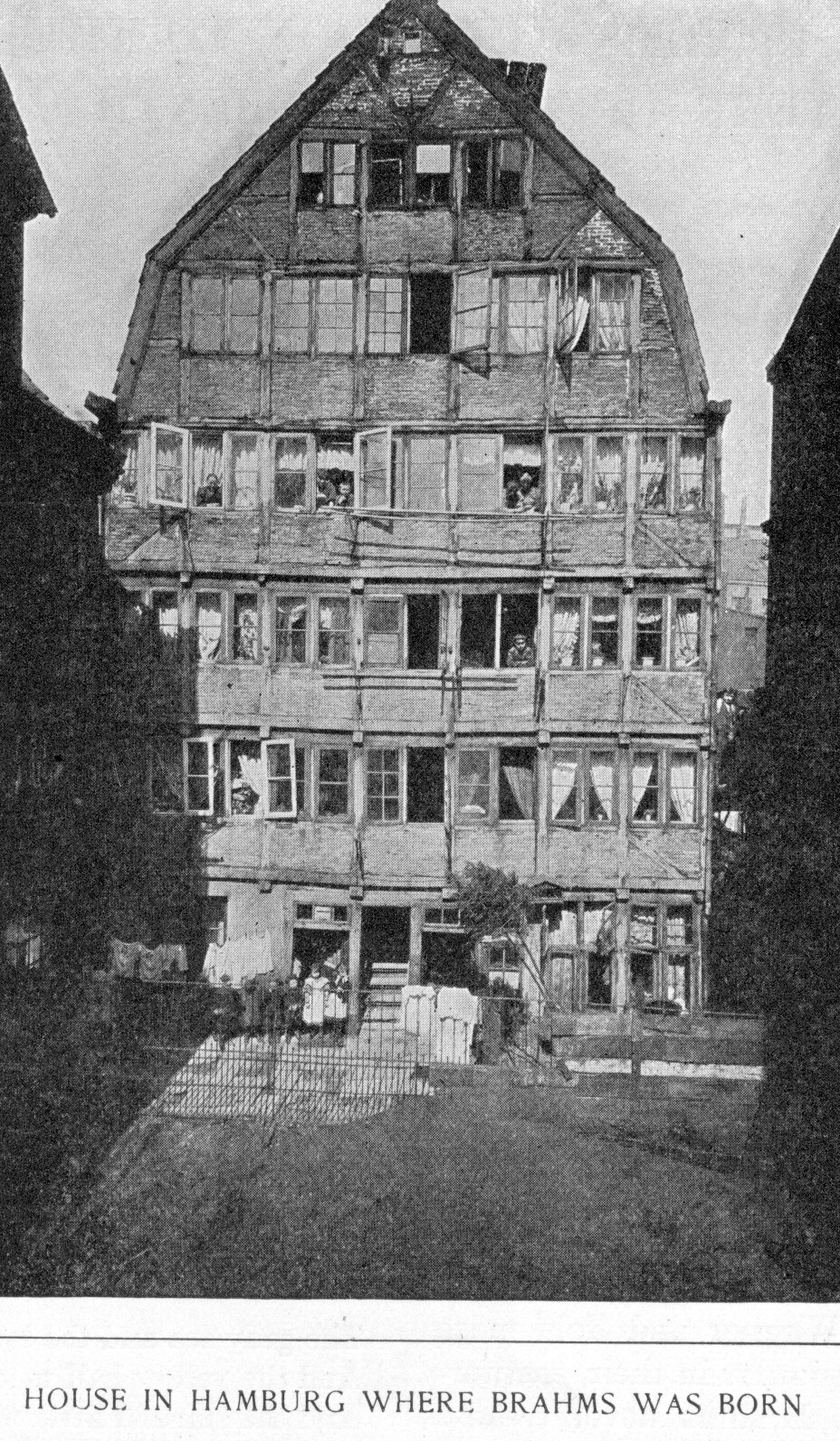
Фотография дома в Гамбурге, где родился Иоганнес Брамс (1891 г.)

Иоганнес Брамс родился 7 мая 1833 года в гамбургском квартале Шлютерсхоф, в семье контрабасиста городского театра Якоба Брамса. Семья композитора занимала крохотную квартирку, состоящую из комнаты с кухней и крошечной спальни. Вскоре после рождения сына родители переселились на Ультрихштрассе.
Первые уроки музыки Иоганнесу дал отец, который привил ему навыки игры на различных струнных и духовых инструментах. После мальчик обучался игре на фортепиано и теории композиции у Отто Косселя (нем. Otto Friedrich Willibald Cossel).
В десять лет Брамс уже участвовал в концертах, где исполнял партию фортепиано, что давало ему возможность совершить турне по Америке. Косселю удалось отговорить родителей Иоганнеса от этой идеи и убедить их, что мальчику лучше продолжить обучение у педагога и композитора Эдуарда Марксена, в Альтоне. Марксен, педагогика которого основывалась на изучении произведений Баха и Бетховена, быстро понял, что имеет дело с необыкновенным дарованием. В 1847, когда умер Мендельсон, Марксен сказал другу: «Один мастер ушёл, но другой, более крупный, идёт ему на смену — это Брамс».
В четырнадцать лет — в 1847 году Иоганнес окончил частное реальное училище и впервые выступил публично как пианист с сольным концертом.

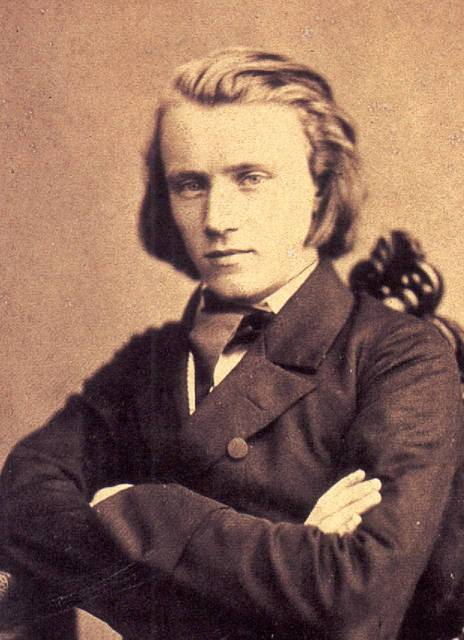
Иоганнес Брамс, 1853 год

В апреле 1853 года Брамс отправляется в гастрольную поездку с венгерским скрипачом Э. Ременьи.
В Ганновере они встретились с другим известным скрипачом, Йозефом Иоахимом. Тот был поражён мощью и огненным темпераментом музыки, которую Брамс показал ему, и два молодых музыканта (Иоахиму было тогда 22 года) стали близкими друзьями.
Иоахим дал Ременьи и Брамсу рекомендательное письмо к Листу, и они отправились в Веймар. Маэстро проиграл с листа некоторые сочинения Брамса, и они произвели на него столь сильное впечатление, что он тут же захотел «причислить» Брамса к передовому направлению — новонемецкой школе, которую возглавляли он сам и Р. Вагнер. Однако Брамс устоял перед обаянием личности Листа и блеском его игры.
30 сентября 1853 года, по рекомендации Иоахима, Брамс познакомился с Робертом Шуманом, к высокому дарованию которого питал особенное благоговение. Шуман и его жена, пианистка Клара Шуман-Вик, уже слышали о Брамсе от Иоахима и тепло приняли молодого музыканта. Они пришли в восторг от его сочинений и стали самыми стойкими его приверженцами. Шуман весьма лестно отозвался о Брамсе в критической статье в своей «Новой музыкальной газете».
Брамс прожил в Дюссельдорфе несколько недель и направился в Лейпциг, где его концерт посетили Лист и Г. Берлиоз. К Рождеству Брамс прибыл в Гамбург; он покинул родной город безвестным учеником, а вернулся артистом с именем, о котором в статье великого Шумана было сказано: «Вот музыкант, который призван дать самое высокое и идеальное выражение духу нашего времени».
Брамс питал нежную симпатию к Кларе Шуман, которая была на 13 лет старше. Во время болезни Роберта он посылал любовные письма его жене, однако так и не решился сделать ей предложение, когда она овдовела.
Первое произведение Брамса — Соната fis-moll (op. 2) 1852 год. Позже написана соната C-dur (op. 1). Всего 3 сонаты. Также есть скерцо для фортепиано, фортепианные пьесы и песни, изданы в Лейпциге в 1854 году.

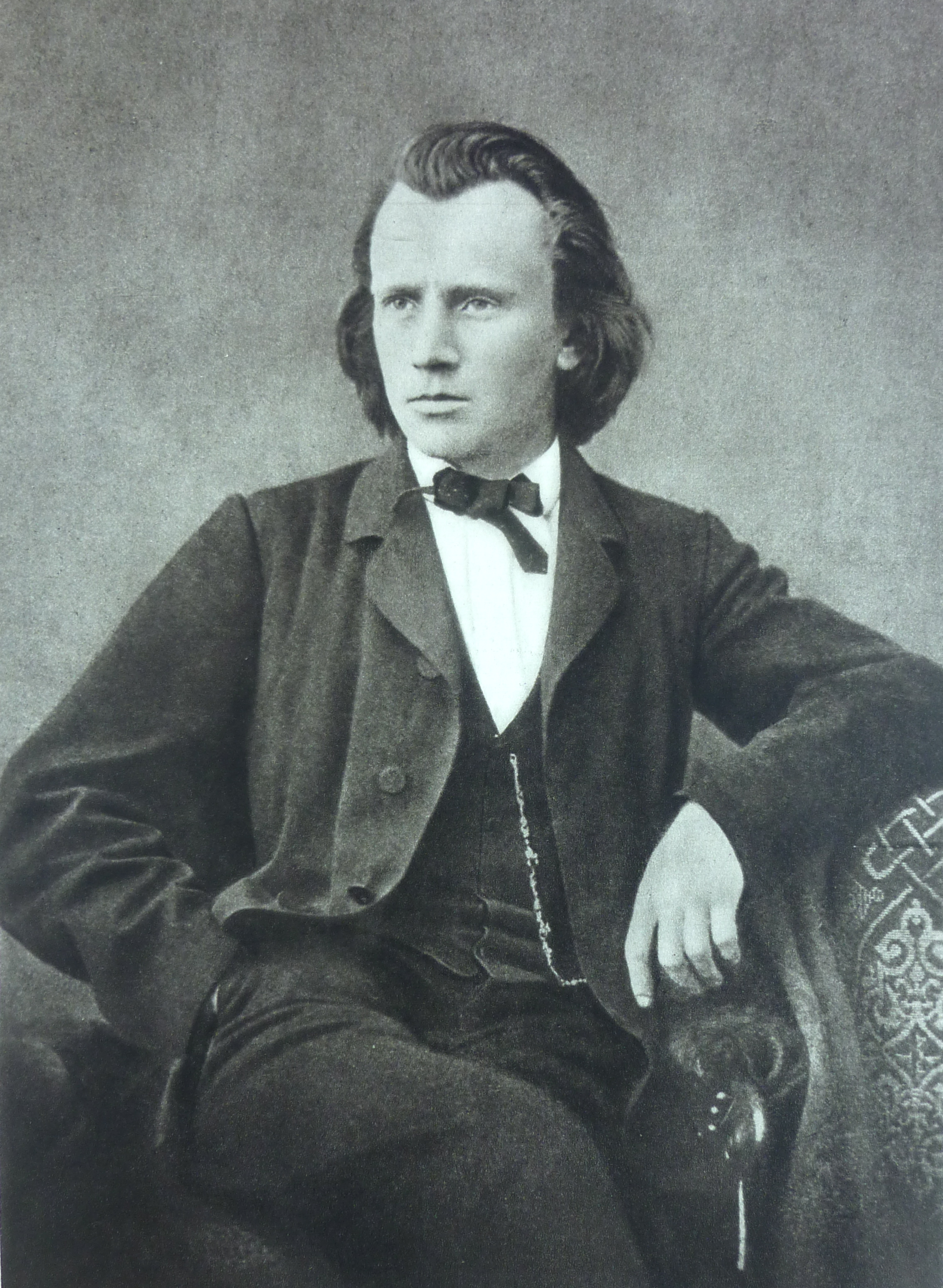
Иоганнес Брамс

Постоянно меняя своё местопребывание в Германии и Швейцарии, Брамс написал целый ряд произведений в области фортепианной и камерной музыки.
В осенние месяцы 1857—1859 годов Брамс служил придворным музыкантом при небольшом княжеском дворе в Детмольде.
В 1858 году снял для себя квартиру в Гамбурге, где по-прежнему жила его семья. С 1858 по 1862 год руководил женским любительским хором, хотя мечтал о месте дирижёра Гамбургского филармонического оркестра.
Летние сезоны 1858 и 1859 годов Брамс провёл в Гёттингене. Там он познакомился с певицей, дочерью университетского профессора Агатой фон Зибольд, которой серьёзно увлёкся. Однако, как только речь зашла о браке, отступил. Впоследствии все сердечные увлечения Брамса носили мимолётный характер.
В 1862 году умер прежний руководитель гамбургского Филармонического оркестра, но его место достаётся не Брамсу, а Ю. Штокхаузену. Композитор поселился в Вене, где он стал капельмейстером в Певческой академии, а в 1872—1874 годах дирижировал концертами Общества любителей музыки (Венской филармонии). Позднее большую часть своей деятельности Брамс посвятил композиции. Первый же визит в Вену в 1862 году принес ему признание.
В 1868 году в кафедральном соборе Бремена состоялась премьера Немецкого реквиема, имевшая громкий успех. За ней последовали столь же успешные премьеры новых крупных сочинений — Первой симфонии до минор (в 1876 году), Четвёртой симфонии ми минор (в 1885 году), квинтета для кларнета и струнных (в 1891 году).
В январе 1871 года Иоганнес получил от мачехи известие о тяжёлой болезни отца. В начале февраля 1872 года приехал в Гамбург, на следующий день отец скончался. Сын тяжело переживал смерть отца.
Осенью 1872 года Брамс стал артистическим директором Общества любителей музыки в Вене. Однако эта работа его тяготила, и он выдержал лишь три сезона.
С приходом успеха Брамс мог позволить себе много путешествовать. Он посещает Швейцарию, Италию, однако излюбленным местом его отдыха становится австрийский курорт Ишль.
Став известным композитором, Брамс не раз оценивал произведения молодых дарований. Когда один автор принес ему песню на слова Шиллера, Брамс изрек: «Замечательно! Я снова убедился в том, что стихотворение Шиллера бессмертно».
Покидая немецкий курорт, где он проходил курс лечения, на вопрос врача: «Всем ли вы довольны? Может, чего-то не хватает?», Брамс ответил: «Спасибо, все болезни, которые я привез, увожу обратно».
Будучи очень близоруким, предпочитал не пользоваться очками, отшучиваясь: «Зато много плохого ускользает из поля моего зрения».
К концу жизни Брамс стал нелюдим, и, когда организаторы одного светского приема решили сделать ему приятное, предложив вычеркнуть из списка приглашенных тех, кого ему не хотелось бы видеть, он вычеркнул себя.
В последние годы жизни Брамс много болел, но не прекращал работать. В эти годы он завершает цикл немецких народных песен.
Умер Иоганнес Брамс утром 3 апреля 1897 года в Вене, где и был похоронен на Центральном кладбище (нем. Zentralfriedhof).

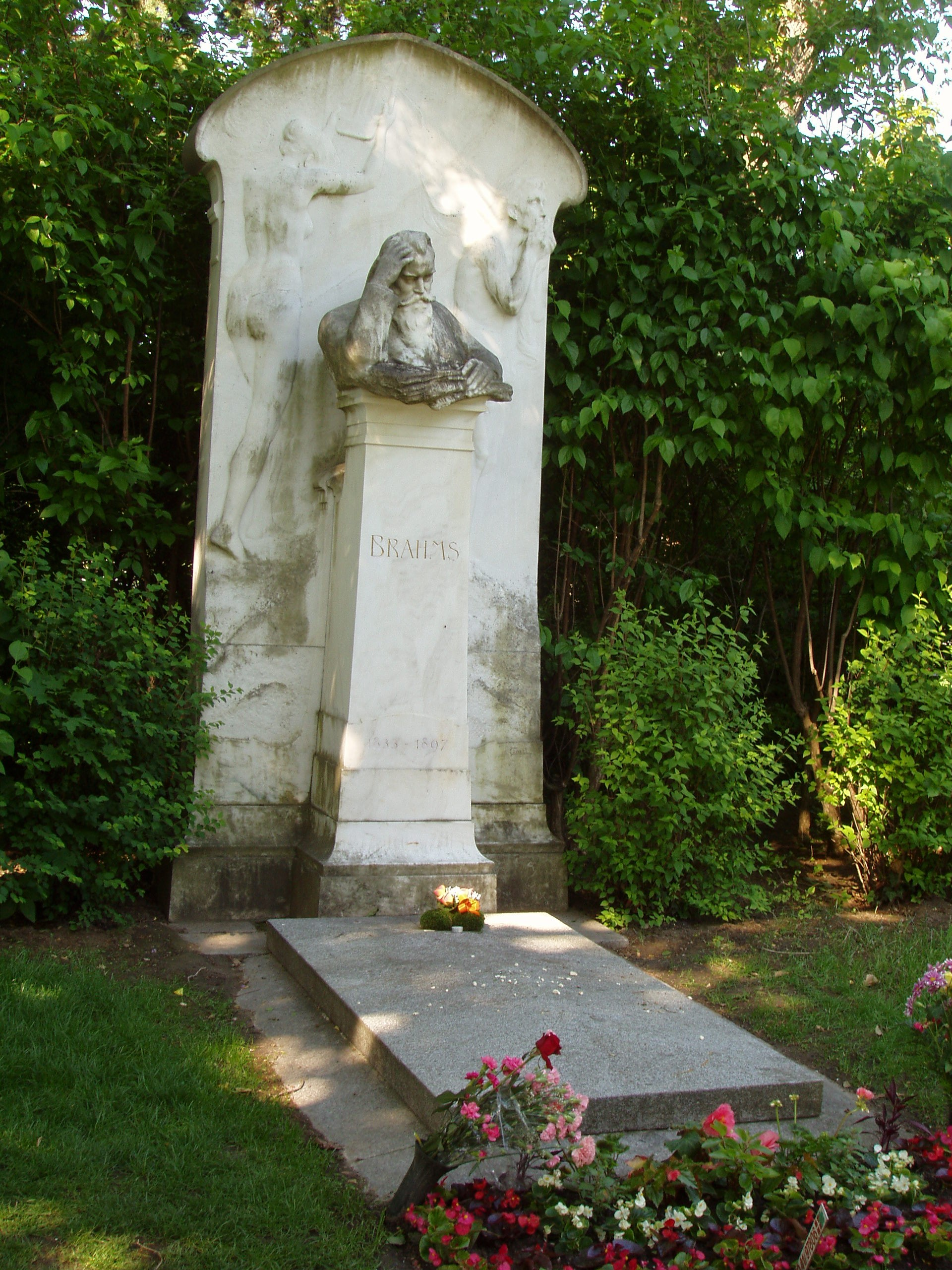
Могила Брамса на Центральном кладбище Вены

## Творчество
Брамс не написал ни одной оперы, однако он работал практически во всех других жанрах.
Брамсом написано более 80 произведений: одноголосные и многоголосные песни, серенада для оркестра, вариации на гайдновскую тему для оркестра, два секстета для струнных инструментов, два фортепианных концерта, несколько сонат для одного фортепиано, для фортепиано со скрипкой, с виолончелью, кларнетом и альтом, фортепианные трио, квартеты и квинтеты, вариации и разные пьесы для фортепиано, кантата «Rinaldo» для соло тенора, мужского хора и оркестра, рапсодия (на отрывок из гётевского «Harzreise im Winter») для соло-альта, мужского хора и оркестра, «Немецкий реквием» для соло, хора и оркестра, «Triumphlied» (по поводу Франко-прусской войны), для хора и оркестра; «Schicksalslied», для хора и оркестра; скрипичный концерт, концерт для скрипки и виолончели, две увертюры: трагическая и академическая.
Но особенную славу принесли Брамсу его симфонии. Уже в ранних своих работах Брамс выказал самобытность и самостоятельность. Благодаря упорному труду Брамс выработал собственный стиль. О его произведениях, по общему от них впечатлению, нельзя сказать, чтобы Брамс находился под влиянием кого-либо из предшествовавших ему композиторов. Самой выдающейся музыкой, в которой творческая сила Брамса сказалась особенно ярко и оригинально, является его «Немецкий реквием».

## Музыкальные инструменты
Иоганнес Брамс создавал музыку и исполнял её, в основном, на немецких и венских роялях. В свои ранние годы композитор владел инструментом фирмы Баумгартен&Гайнс из Гамбурга. В 1856 году Клара Шуман передала ему рояль венского мастера Конрада Графа. Брамс использовал его в своей работе вплоть до 1873 года и после этого подарил инструмент Обществу любителей музыки в Вене. Сейчас рояль представлен в Венском музее истории искусств. В 1873 году в коллекции Брамса появился инструмент от Штрейхера, который стоял в его доме до самой смерти композитора. В письме Кларе Шуман Брамс писал: «На нём (моем Штрайхере) я всегда знаю наверняка, что я пишу, и почему я пишу тем или иным способом».
В 1880-е годы для своих публичных выступлений композитор использовал, главным образом, Бёзендорфер. На концертах в Бонне он играл на роялях от «Штайнвег Нахфольгерн» (в 1880 году) и «Блютнер» (в 1883 году). Брамс в различные годы играл также на инструменте «Бехштейн»: в 1872 году в Вюрцбурге, в 1872 году в Кёльне и в 1881 году в Амстердаме.

## Память
- В честь Брамса назван кратер на Меркурии.
- На Земле Александра I — крупнейшем острове Антарктики — существует заполненный льдом залив Брамса длиной 46 км и шириной 11 км. Имя композитора было присвоено ему Британским комитетом по антарктическим названиям.
- В Гамбурге действует музей Брамса, в экспозиции которого представлены документы о жизни и творчестве Иоганнеса Брамса, оригиналы партитур его произведений. Музей размещается в нескольких помещениях приюта Байлинга, поскольку дом, в котором родился композитор[14], был разрушен в годы Второй мировой войны[15].

## Отзывы
- В статье «Новые пути», в октябре 1853 года Роберт Шуман писал: «Я знал… и надеялся, что грядёт Он, тот, кто призван стать идеальным выразителем времени, тот, чьё мастерство не проклёвывается из земли робкими ростками, а сразу расцветает пышным цветом. И он явился, юноша светлый, у колыбели которого стояли Грации и Герои. Его имя — Иоганнес Брамс»[2].
- Луи Элерт, один из влиятельных берлинских критиков, писал: «Музыка Брамса лишена четкого профиля, её можно разглядеть только анфас. Ей недостает энергических черт, безоговорочно закрепляющих её выражение».
- В целом постоянно негативно относился к творчеству Брамса П. И. Чайковский. Если подытожить в один абзац все самое существенное, что писал Чайковский о музыке Брамса в период с 1872 по 1888 год, то это можно в основном обобщить к следующим высказываниям (дневниковые записи и печатная критика): «Это один из заурядных композиторов, которыми так богата немецкая школа; он пишет гладко, ловко, чисто, но без малейшего проблеска самобытного дарования… бездарный, полный претензий, лишенный творчества человек. Его музыка не согрета истинным чувством, в ней нет поэзии, но зато громадная претензия на глубину… Мелодической изобретательности у него очень мало; музыкальная мысль никогда не досказывается до точки… Меня злит, что эта самонадеянная посредственность признаётся гением… Брамс, как музыкальная личность, мне просто антипатичен»[16].
- Карл Дальхауз: «Брамс был не подражателем ни Бетховена, ни Шумана. И его консерватизм можно считать эстетически законным, поскольку говоря о Брамсе традиции не принимаются, не уничтожая другой стороны, её сути»[17].
- Герберт Блумстедт. Бог из ничего сделал всё, а Брамс из малого умеет делать музыку.
- Борис Пастернак. Годами когда-нибудь в зале концертной Мне Брамса сыграют,- тоской изойду. …Мне Брамса сыграют,- я вздрогну, я сдамся…

## Список сочинений

### Фортепианное творчество
- Пьесы, Op. 76, 118, 119
- Три интермеццо, Op. 117
- Три сонаты, Op. 1, 2, 5
- Скерцо ми-бемоль минор, Op. 4
- Две рапсодии, Op. 79
- Вариации на тему Р. Шумана, Op. 9
- Вариации и фуга на тему Г. Ф. Генделя, Op. 24
- Вариации на тему Паганини, Op. 35 (1863)
- Вариации на тему венгерской песни, Op. 21
- 4 баллады, Op. 10
- Пьесы (фантазии), Op. 116
- Песни любви — вальсы, новые песни любви — вальсы
- Четыре тетради Венгерских танцев для фортепиано в четыре руки

### Сочинения для органа
- 11 хоральных прелюдий ор.122
- Две прелюдии и фуги
- Фуги

### Камерные сочинения
- 1. Три сонаты для скрипки и фортепиано
- 2. Две сонаты для виолончели и фортепиано
- 3. Две сонаты для кларнета (альта) и фортепиано
- 4. Три фортепианных трио
- 5. Трио для фортепиано, скрипки и валторны
- 6. Трио для фортепиано, кларнета (альта) и виолончели
- 7. Три фортепианных квартета
- 8. Три струнных квартета
- 9. Два струнных квинтета
- 10. Фортепианный квинтет
- 11. Квинтет для кларнета и струнных
- 12. Два струнных секстета

### Концерты
- 1. Два концерта для фортепиано
- 2. Концерт для скрипки
- 3. Двойной концерт для скрипки и виолончели

### Для оркестра
- 1. Четыре симфонии (№ 1 c-moll op. 68; № 2 D-dur op. 73; № 3 F-dur op. 90; № 4 e-moll op. 98).
- 2. Две серенады (соч. 11 и 16)
- 3. Вариации на тему Й. Гайдна
- 4. Академическая и Трагическая увертюры
- 5. Три Венгерских танца (авторская оркестровка танцев № 1, 3 и 10; оркестровка прочих танцев осуществлена другими авторами, в том числе Антонином Дворжаком, Гансом Галем, Павлом Юоном и др.)

### Сочинения для хора. Камерная вокальная лирика
- Немецкий реквием
- Песнь судьбы, Триумфальная песнь
- Романсы и песни для голоса с фортепиано (всего около 200, в том числе «Четыре строгих напева»)
- Вокальные ансамбли для голоса с фортепиано — 60 вокальных квартетов, 20 дуэтов
- Кантата «Ринальдо» для тенора, хора и оркестра (на текст И. В. Гёте)
- Кантата «Песнь парок» для хора и оркестра (на текст Гёте)
- Рапсодия для альта, хора и оркестра (на текст Гёте)
- Около 60 смешанных хоров
- Марианские песни (Marienlieder), для хора
- Мотеты для хора (на библейские тексты в немецких переводах; всего 7)
- Каноны для хора
- Обработки народных песен (в том числе 49 немецких народных песен, всего свыше 100)

## Записи произведений Брамса
Полный комплект симфоний Брамса записали дирижёры Клаудио Аббадо, Герман Абендрот, Николаус Арнонкур, Владимир Ашкенази, Джон Барбиролли, Даниэль Баренбойм, Эдуард ван Бейнум, Карл Бём, Леонард Бернстайн, Адриан Боулт, Семён Бычков, Бруно Вальтер, Гюнтер Ванд, Феликс Вайнгартнер, Джон Элиот Гардинер, Яша Горенштейн, Карло Мария Джулини (не менее 2 комплектов), Кристоф фон Донаньи, Антал Дорати, Колин Дэвис, Вольфганг Заваллиш, Курт Зандерлинг (не менее 2 комплектов), Яп ван Зведен, Элиаху Инбал, Ойген Йохум (не менее 2 комплектов), Герберт фон Караян (не менее 3 комплектов), Рудольф Кемпе, Иштван Кертес, Отто Клемперер, Кирилл Кондрашин, Рафаэль Кубелик, Густав Кун, Сергей Кусевицкий, Джеймс Ливайн (не менее 2 комплектов), Эрих Лайнсдорф, Лорин Маазель, Курт Мазур, Чарльз Маккеррас, Нэвилл Марринер, Виллем Менгельберг, Зубин Мета, Евгений Мравинский, Рикардо Мути, Роджер Норрингтон, Сэйдзи Одзава, Юджин Орманди, Витольд Ровицкий, Саймон Рэттл, Евгений Светланов, Лейф Сегерстам, Джордж Селл, Леопольд Стоковский, Отмар Суитнер, Артуро Тосканини, Владимир Федосеев, Вильгельм Фуртвенглер, Бернард Хайтинк, Гюнтер Хербиг, Серджиу Челибидаке, Рикардо Шайи (не менее 2 комплектов), Джеральд Шварц, Ханс Шмидт-Иссерштедт, Георг Шолти, Хорст Штайн, Кристоф Эшенбах, Марек Яновский, Марис Янсонс, Неэме Ярви и др.
Записи отдельных симфоний осуществили также Карел Анчерл (№ 1—3), Юрий Башмет (№ 3), Томас Бичем (№ 2), Герберт Блумстедт (№ 4), Ханс Вонк (№ 2, 4), Гвидо Кантелли (№ 1, 3), Джансуг Кахидзе (№ 1), Карлос Клайбер (№ 2, 4), Ханс Кнаппертсбуш (№ 2—4), Рене Лейбовиц (№ 4), Игорь Маркевич (№ 1, 4), Пьер Монтё (№ 3), Шарль Мюнш (№ 1, 2, 4), Вацлав Нойман (№ 2), Ян Виллем ван Оттерло (№ 1), Андре Превин (№ 4), Фриц Райнер (№ 3, 4), Виктор де Сабата (№ 4), Клаус Теннштедт (№ 1, 3), Вилли Ферреро (№ 4), Иван Фишер (№ 1), Ференц Фричай (№ 2), Даниел Хардинг (№ 3, 4), Герман Шерхен (№ 1, 3), Карл Шурихт (№ 1, 2, 4), Карл Элиасберг (№ 3) и др.
Записи скрипичного концерта осуществили скрипачи Джошуа Белл, Ида Гендель, Гидон Кремер, Иегуди Менухин, Анна-Софи Муттер, Давид Ойстрах, Ицхак Перлман, Йожеф Сигети, Владимир Спиваков, Исаак Стерн, Кристиан Ферра, Яша Хейфец, Генрик Шеринг.

### Записи, сделанные на инструментах эпохи Брамса
- Александр Огуей, Нил Перез да Коста. Иоганнес Брамс. «Pastoral Fables». Записано на реплике рояля 1868 г. Штрайхер и Сыновья от Пола Макналти
- Бойд Макдональд. Иоганнес Брамс. «The piano Miniatures». Записано на оригинальном рояле Штрайхер 1851 г.
- Харди Риттнер. Иоганнес Брамс. «Complete Piano Music». Записано на оригинальных роялях Бозендорфер 1846 г. и Штрайхер 1868 г.

## Отображение в искусстве
- 1947 — Песнь любви[англ.] — Роберт Уокер.